# Sequana (paquebot)
Pour les articles homonymes, voir Sequana.
Le Sequana (ex City of Corinth) est un paquebot mixte à vapeur, construit à Belfast, et resté en service de 1898 à 1917. Il a d'abord battu pavillon britannique, puis français à partir de 1912, pour la Compagnie de navigation Sud-Atlantique. Pendant la Première guerre mondiale, il est converti en transport de troupes armé. En 1917, il est torpillé par un sous-marin allemand (U-Boot) au large de l'île d'Yeu. Un total de 207 personnes, dont 198 tirailleurs sénégalais, disparaissent dans la catastrophe.

## Construction
C'est un paquebot mixte à vapeur à cheminée unique et coque en acier riveté. Il est doté de deux mâts et divisé en sept compartiments étanches. Il a été construit à Belfast. Il est donné pour 132,03 m de long, 15,41 m de large et un tirant d'eau de 8,75 m. Il déplace 12000 tonneaux. Il est mû par une machine à vapeur alternative à triple expansion à trois chaudières donnant 3820 ch pour une hélice. Il file 12,7 nœuds maximum et, est manœuvré par 93 membres d'équipage.

## Carrière

### 1898-1912
Il est lancé en 1898 avec le nom de City of Corinth au chantier naval Workman Clark and Co de Belfast pour le compte de la compagnie Ellerman Lines (en) sous pavillon du Royaume-Uni.

### 1912-1914
En septembre 1912, il change de propriétaire et de nom. Il devient le Sequana du nom d'une divinité gauloise. Il bat désormais pavillon français et navigue pour le compte de la Compagnie de navigation Sud-Atlantique.

### Première guerre mondiale
Il est réquisitionné par le Gouvernement français en tant que transport de troupes armé. Une pièce d'artillerie Bofors de 75 mm est ajouté en poupe.
Au matin du 8 juin 1917, il fait route pour Bordeaux en provenance de Dakar. À bord, 665 personnes, notamment des femmes, des enfants et un contingent de 400 tirailleurs sénégalais du 90e bataillon, plus 93 membres d'équipage. Il transporte aussi du grain, du textile, des haricots, du tabac du sucre et du café.
Il est torpillé à tribord par un sous-marin allemand, l'U-Boot SM UC-72, non loin de l'Île d'Yeu (cinq nautiques). Il sombre en moins d'une demi-heure, entrainant avec lui 207 personnes, dont 198 tirailleurs africains, ne comprenant pas les ordres d'évacuer, ou ne sachant pas nager.
Les corps récupérés reposent désormais dans les cimetières des îles de Ré, Aix, Oléron, et La Rochelle.

### Spot de plongée
Gisant à 47 mètres de profondeur au large de l’île d’Yeu, l'épave est aujourd'hui un spot de plongée.

## Caractéristiques

### Histoire
- A servi dans: Ellerman Lines, Compagnie de Navigation Sud-Atlantique, Gouvernement français.
- Autre nom: City of Corinth.
- Lancé: 1898.

- Statut: 8 juin 1917, torpillé.

### Caractéristiques techniques
- Type: Paquebot-mixte à vapeur à charbon, deux-mâts, cheminée unique, coque acier riveté.
- Longueur: 132,03 m.
- Maître-bau: 15,41 m.
- Tirant d'eau: 8,75 m.
- Déplacement: 12 000 tonneaux.
- Emport en lourd: 7200 tonneaux.
- Propulsion: Machine à vapeur alternative à triple expansion, trois chaudières, hélice.
- Puissance: 3820 ch.
- Vitesse: 11 nœuds (croisière), 12,7 nœuds maximum.

### Caractéristiques militaires (1914-1917)
- Armement: une pièce de 75 mm Bofors en poupe.
- Blindage: Aucun.

### Autres caractéristiques
- Chantier naval: Workman Clark and Co, Belfast.
- Capacité: 112 passagers (30 en 1re classe, 40 en 2e classe, 42 en 3e classe) plus 1000 passagers de pont.
- Équipage : 93 officiers et marins.
- Pavillon : Royaume-Uni (1898-1912), France (1912-1917).

## Source
- Hervé Marsaud (ill. Hervé Marsaud, photogr. Pascal Hénaff), 60 épaves en Vendée et Charente-Maritime : de l'île d'Yeu à l'île d'Oléron, Challes-les-Eaux, Éd. Gap, coll. « Sports », 2011, 224 p. (ISBN 978-2-741-70419-5, OCLC 762722280), p. 45 à 48.
- Jean-François Henry, L’Île d’Yeu dans la Grande Guerre. Chronique de la vie quotidienne, Éditions du CVRH, 2014, 279 p. (ISBN 978-2-911253-63-8)